# 喜菡
喜菡（1955年11月7日—），本名彭淑芬，臺灣作家。出生於臺東，現居高雄。喜菡文學網創辦人，《有荷文學雜誌》發行人，台灣新聞報專欄作家。推廣深度人文寫作、靜動態影像文學創作以及高雄在地文學。

## 創立喜菡文學網
臺灣自1990年代以來，BBS等論壇在各地蓬勃發展，成為網路使用者交流的平臺。在眾多文學論壇中，歷史最為悠久的是喜菡1998年創立的喜菡文學網。喜菡文學網在部落格、Facebook等不同社群媒體興起時都有受到程度不一的影響，但論壇成員的流動不算頻繁
。喜菡文學網固定出版紙本書籍，刊物前後包含《文學人》（1999-2012）、《有荷文學雜誌》（2013-）等，並且每年舉辦投稿、講座與出版等文學活動。當中，《有荷文學雜誌》數度獲得國立台灣文學館優良文學雜誌補助。

## 出版作品
喜菡的文創作以現代詩為主，主題包含親情、社會關懷、女性情愛等。
- 《骨子裡風騷》（文史哲，2001）
- 《今夜化濃妝》（宏文館，2004）
- 《蓮惜》（大憨蓮文化，2007）
- 《到旗津打卡》（大憨蓮文化，2008）
- 《深情》（大憨蓮文化，2010）
- 《寶島漫波》（遠景，2011）
- 《靠近》（大憨蓮文化，2011）
- 《鳥族與鳥族的喀什米爾旅行》（大憨蓮文化，2012）
- 《印度迷途》（大憨蓮文化，2014）
- 《最女人》（大憨蓮文化，2015）
- 《高雄慢慢走：老文青帶路》（天下雜誌，2015）

## 相關研究
- 林思彤（2020）：〈喜菡文學網之文學論壇的詩學與典律運作（1998-2020年）〉，國立中興大學中國文學系碩士論文。
- 費啟宇（2002）：〈談喜菡（彭淑芬）的「骨子裡風騷」詩集〉，《大海洋詩雜誌》第65期，頁100-103。
- 高知遠（2005）：〈從『喜菡文學網』看網路文學的書寫疆界〉，第二屆網路文學研討會。

## 外部連結
- 喜菡文學網